# Магнето

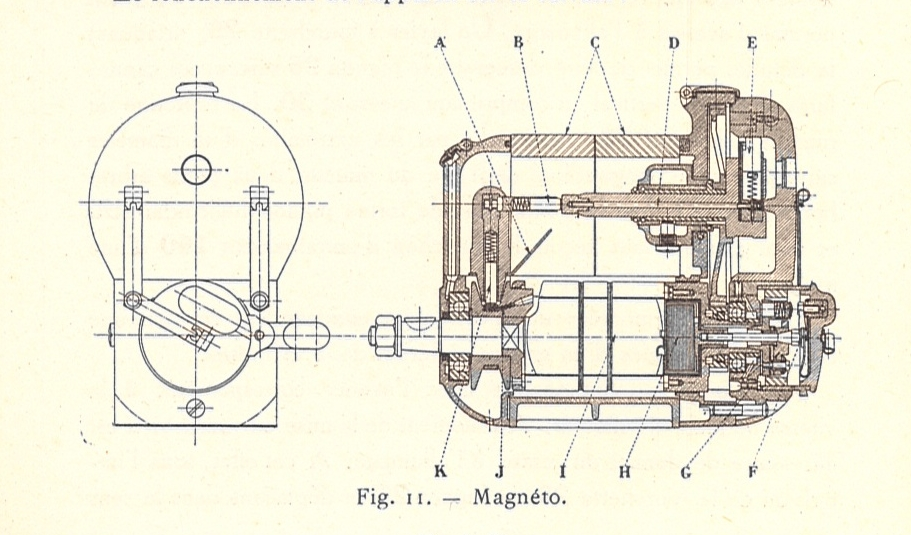
Магнето фірми Renault

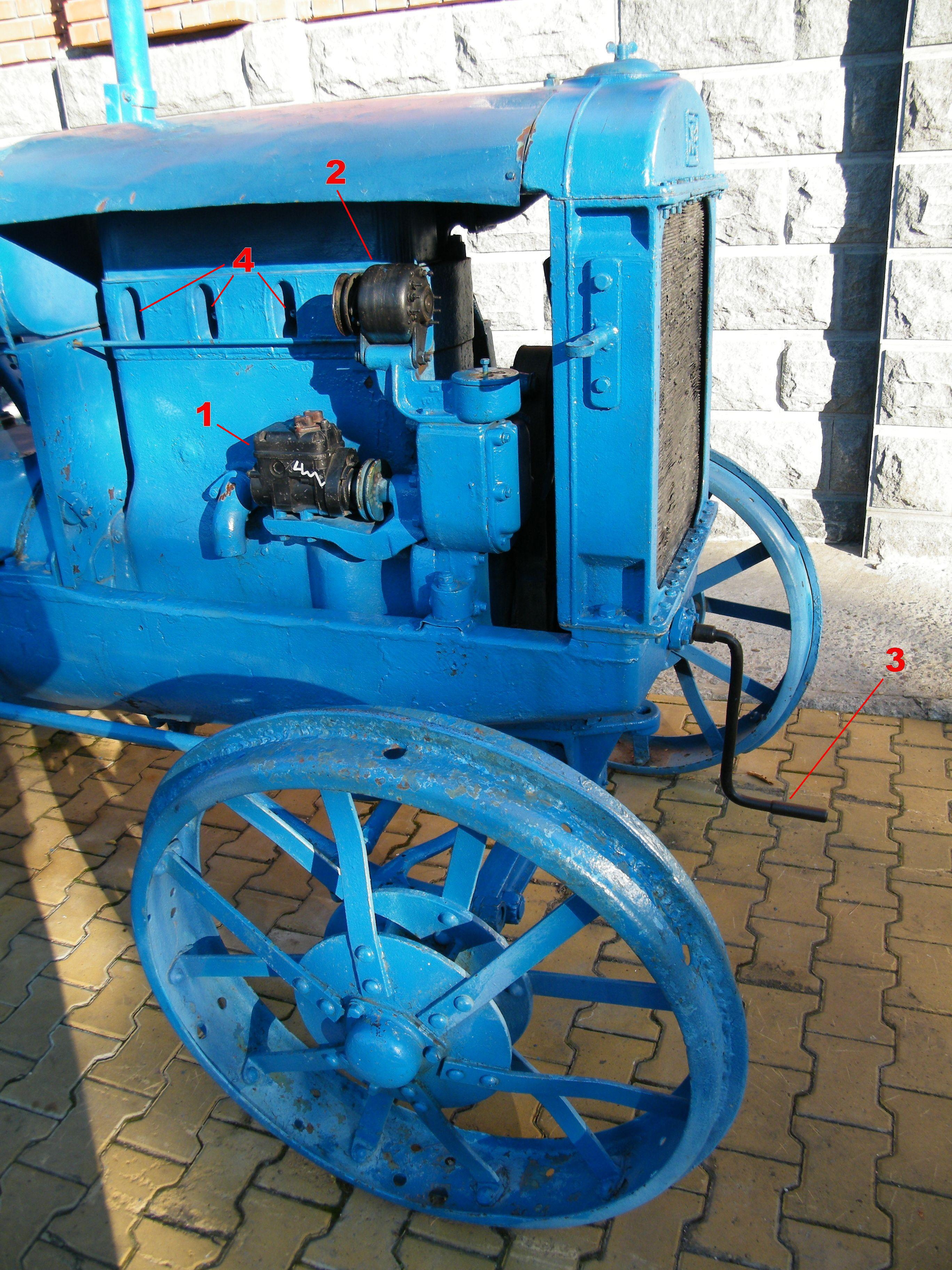
Трактор СХТЗ 15/30:
1 — магнето
2 — генератор постійного струму з самозбудженням (на тракторі не було акумулятора)
3 — пускова рукоятка («кривий стартер»)
4 — свічки запалювання (видно тільки три, четверта за генератором)

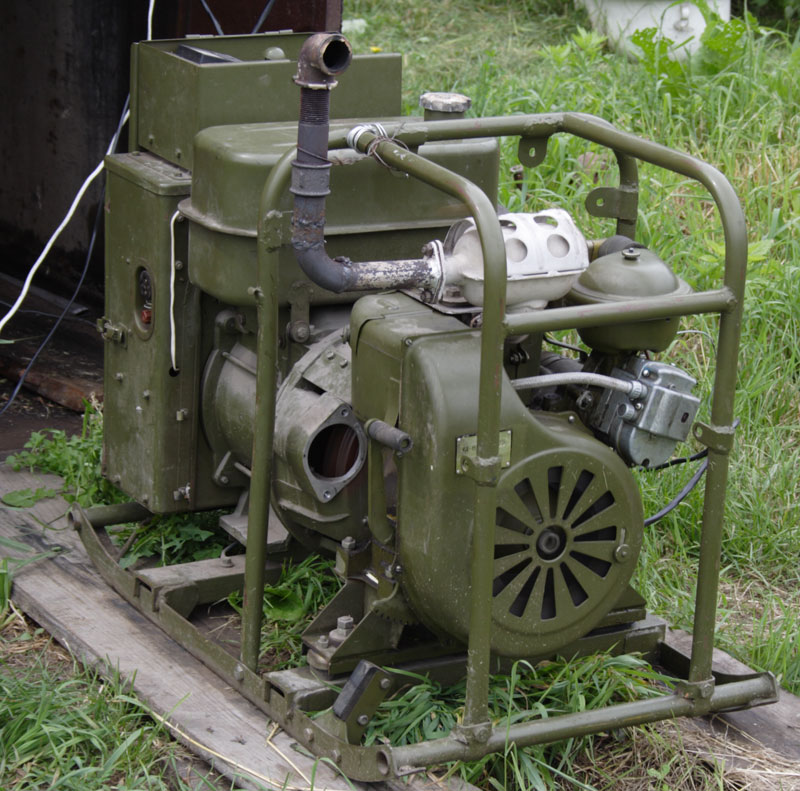
Бензиновий електроагрегат АБ-2-Т/230-М3 з двигуном УД-15Г
(магнето праворуч від кожуха вентилятора) ' '

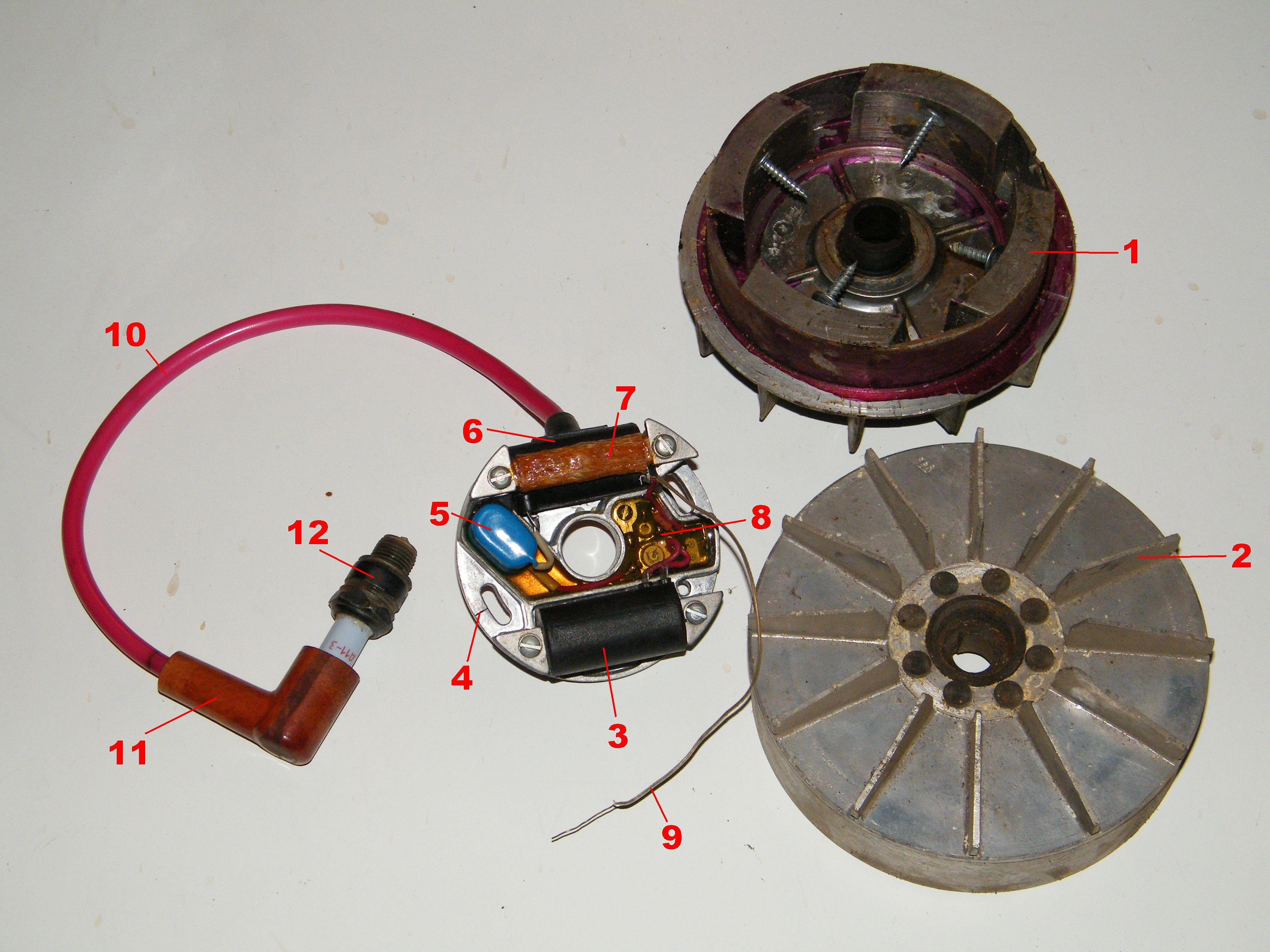
Електронне бесконтакте магнето МБ-1:
1 — маховик бензопилки «Урал» (видно дві пари постійних магнітів)
2 — маховик бензопилки «Дружба» (видно лопаті відцентрового вентилятора)
3 — генераторна катушка
4 — мітка для встановлення кута випередження запалювання
5 — конденсатор
6 — високовольтна котушка
7 — управляча котушка
8 — електронна схема (залита епоксидною смолою)
9 — якщо цей провід кнопкою замкнути на «масу» — зупиниться двигун
10 — високовольтний провід
11 — свічковий накінечник
12 — свічка запалювання

Магнето — магнітоелектрична машина, що перетворює механічну енергію в електричну. На даний час іноді застосовується в системах запалювання для двигунів внутрішнього згоряння. В телефонії її прийнято називати індуктором.
Далеко не кожен генератор називається «магнето». Ця назва застосовується тільки для генераторів в двигунах внутрішнього згоряння, що збуджуються постійним магнітом і суміщені в одному виробі з котушкою запалювання. Магнітна система магнето може бути загальною для генератора е.р.с. і котушки запалювання.
Нерідко свічка запалювання є єдиним навантаженням магнето.

## Будова та принцип дії
Магнето — спеціалізований генератор змінного струму зі збудженням від обертового постійного магніту (магнітного ротора або якоря).
Автомобільне магнето має обмотки низької і високої напруги. Паралельно обмотці низької напруги (НН) включаються контакти переривника і конденсатор (~ 0,1 мкФ); виводи обмотки високої напруги (ВН) підключаються один на корпус, другий на свічку. Всі обмотки намотані на ярмо (сердечник) і виглядають як одна велика котушка на П-подібному сердечнику, між полюсами осердя знаходиться поздовжньо-намагнічений обертовий магніт (телефонні і мінно-підривні (КПМ) індуктори влаштовані інакше, але принцип дії той же). Частиною обмотки високої напруги може виступати обмотка низької напруги, тобто можлива автотрансформаторна конструкція, це дозволяє зменшити кількість витків обмотки ВН.
В обмотці низької напруги індукується струм в процесі зміни магнітної напруги в сердечнику, викликаної обертанням магніту (повернутого до даного кінця П-подібного сердечника то північним, то південним полюсом, тобто магнітний потік змінює напрямок) при замкнутих контактах. Ця зміна триває порядку десятка мілісекунд (мс). В кінці цього процесу ми маємо котушку індуктивності зі струмом кілька Ампер, замкнуту контактами переривника. У певний момент контакти розмикаються, і починається цикл гармонійних коливань в контурі, утвореному індуктивністю обмотки низької напруги і згаданою вище ємністю (плюс паразитна ємність обмоток, особливо ємність обмотки ВН, трансформована в обмотку НН). Період коливань становить близько 1 мс. Контакти переривника не пробиваються завдяки тому, що напруга на конденсаторі наростає повільно (власне, це одна з цілей установки в магнето конденсатора), і вони встигають розійтися далеко один від одного до моменту досягнення загасаючою синусоїдальною напругою повного значення (через чверть періоду після розмикання контактів), тобто моменту максимуму напруги. Але зазвичай цей момент не досягається: пробивається іскровий зазор в свічці запалювання, і енергія конденсатора переходить в зону іскрового розряду в горючій суміші циліндра двигуна, в ході коливального процесу в ємностях і індуктивностях конструкції магнето, що триває близько 1 мс. Потім контакти замикаються, і починається наступний цикл, процес зростання струму при зміні магнітного поля і т. д.

## У двигунах внутрішнього згоряння
Магнето забезпечує імпульс електричного струму до свічок запалювання в деяких бензинових двигунах внутрішнього згоряння, в яких не застосовуються батареї. Такі двигуни зазвичай чотиритактні або двотактні, які використовуються в мопедах, газонокосарках та в бензопилках. Карбюраторні двигуни «Майбах», що приводили в рух танки панцерваффе Другої світової війни мали систему запалювання саме від магнето.
У поршневих авіаційних двигунах в кожного циліндра зазвичай є дві свічки запалювання, підключені до окремих магнето. Така конструкція створює надмірність у разі відмови одного з магнето, а дві іскри забезпечують більш повне і ефективне згорання паливної суміші.